# Illa de ses Bledes
L'illa de ses Bledes o illes Bledes es troba devora el cap de s'Alairó, al municipi d'Es Mercadal a Menorca, és una zona d'especial interès per a la protecció de les aus. Just davant mateix de l'illa, es troba cala Barril.
També hi ha una illa de ses Bledes a l'arxipèlag de Cabrera i una altra illa de ses Bledes a Eivissa.
L'illa de ses Bledes de Menorca té una extensió de 3,67 hectàrees, està a 163 metres de Menorca i la seva altitud màxima és de 60,7 metres.
La subespècie de sargantana gimnèsia que ocupa aquesta illa és Podarcis lilfordi sargantanae.